# Сализано
Сализа̀но (на италиански: Salisano, на местен диалект Sariciànu, Саричану) е село и община в Централна Италия, провинция Риети, регион Лацио. Разположено е на 460 m надморска височина. Населението на общината е 565 души (към 2010 г.).